# Erdőtarcsa

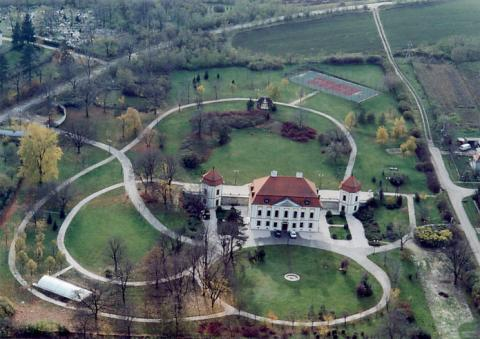
pałac w Erdőtarcsy - zdjęcie lotnicze

Erdőtarcsa – wieś i gmina w północnej części Węgier, w pobliżu miasta Pásztó.
Miejscowość leży na obszarze Średniogórza Północnowęgierskiego i należy do powiatu Pásztó, wchodzącego w skład komitatu Nógrád.
Gmina Erdőtarcsa liczy 534 mieszkańców (2009) i zajmuje obszar 15,07 km².